# Bridges (restaurant)
Bridges is een veel bekroond restaurant in Amsterdam (Nederland) en richt zich voornamelijk op gerechten met vis. Bridges beschikt over een chef's table in het hart van de keuken en een private dining-ruimte achter in het restaurant.
GaultMillau gaf het restaurant in 2024 16 van de 20 punten.
Bridges is gevestigd in het vijfsterren Sofitel Legend The Grand Amsterdam, het voormalige stadhuis van Amsterdam, in het vertrek dat oorspronkelijk de personeelskantine was, aan de voorzijde van het hotel. Het restaurant heeft zijn naam te danken aan de tegenover het restaurant gelegen brug en werd in 2009 geopend door toenmalig burgemeester Job Cohen.
Van november 2012 tot september 2014 was Joris Bijdendijk chef-kok van Bridges. Na zijn vertrek naar restaurant RIJKS® werd hij opgevolgd door Bobby Rust en in augustus 2016 door Andrès Delpeut. Sinds december 2018 is Raoul Meuwese chef de cuisine van het restaurant.
In 2013 verkreeg het restaurant een Michelinster. In 2020 verloor het deze weer.